# Свято Українського моря
Свя́то Украї́нського мо́ря — День Українського Державного Флоту, який відзначався 29 квітня з перервами у 1919—1991 роках за межами радянської України.

## Історія свята

Л. Перфецький. Піднесення українського прапора 29 квітня 1918 року

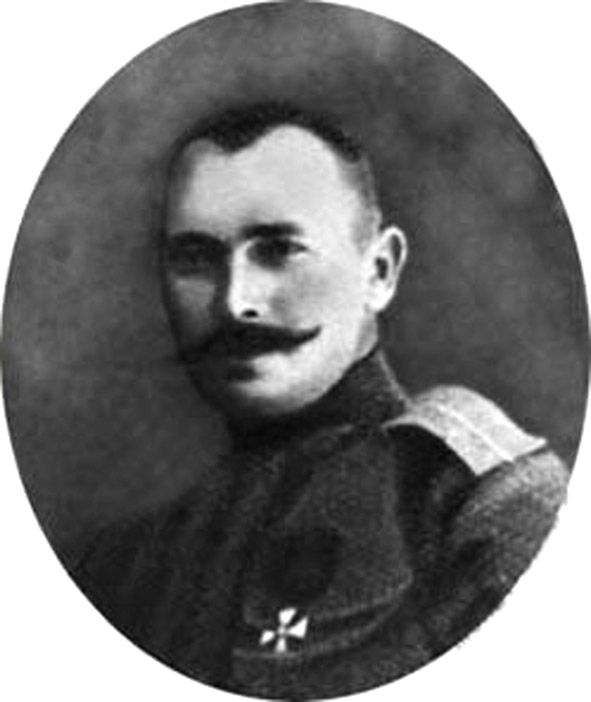
Г. Никогда, один з організаторів святкування першої річниці заснування українського флоту

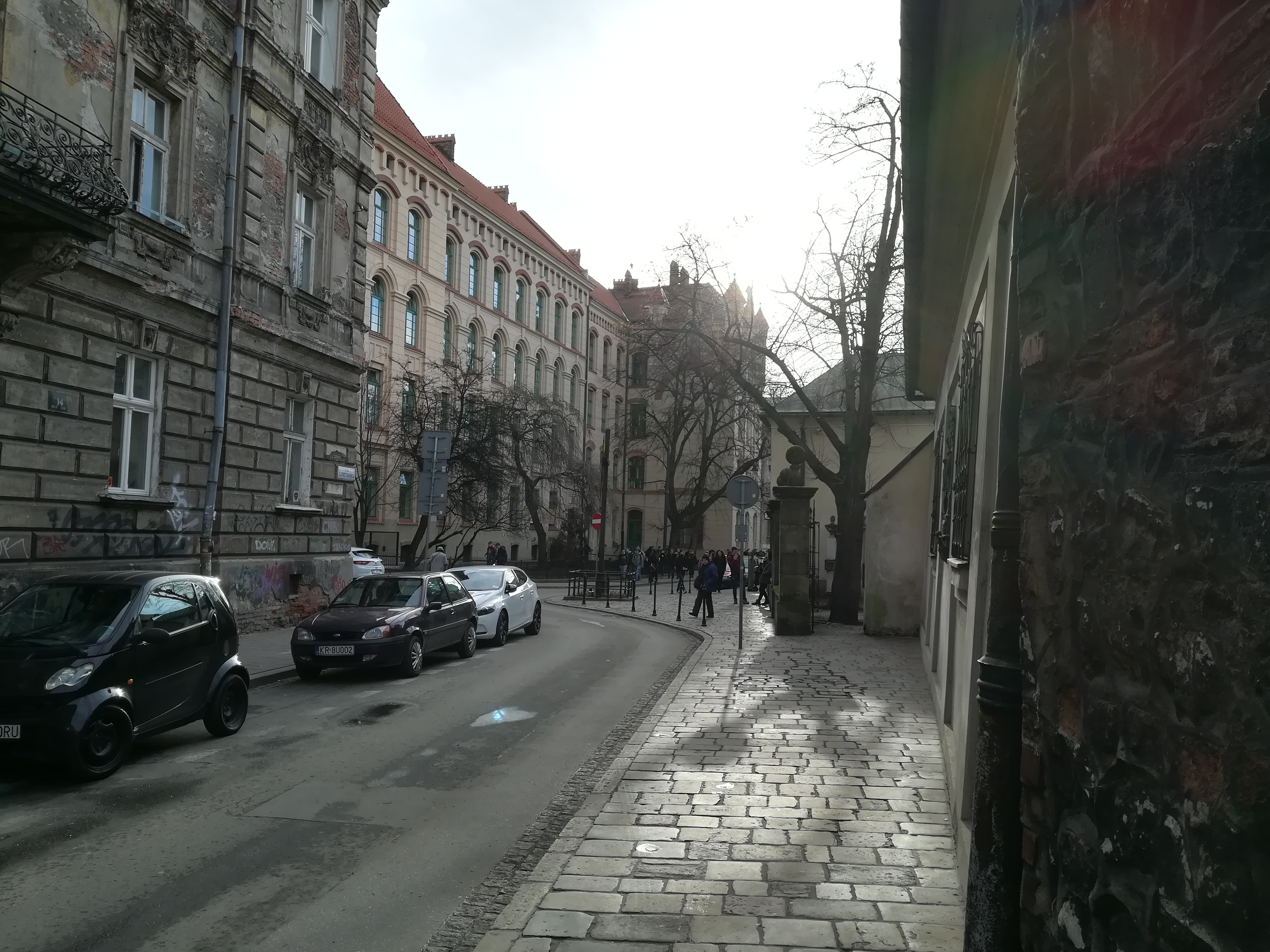
Краків. Будинок (останній зліва) на вул. Лоретанській, 18, де українська громада відзначала народження державного флоту

29 квітня 1918 року над штабним лінкором «Георгій Побідоносець» та іншими кораблями Чорноморського флоту підняли жовто-блакитний прапор.
День, коли військово-морські сили оголосили себе українськими, став святом Українського Державного Флоту.
29 квітня 1919 року вперше відсвяткували річницю цієї події в Коломиї, де відбувалося
комплектування полку морської піхоти УНР моряками Адріатичного флоту колишньої Австро-Угорщини. В урочистостях узяв участь морський полк під командуванням полковника Гаврила Никогда.
29 квітня 1920 року Морське відомство відзначило свято в Кам'янець-Подільському, тодішній столиці України.
Після тривалої паузи українська громада згадала про подію у 10-ту річницю заснування державного флоту. У 1928—1941 роках цей день відзначали на західноукраїнських землях і майже по всіх осередках української еміграції Європи та Азії. На урочистості майже завжди намагався завітати капітан-лейтенант Святослав Шрамченко, який запропонував в умовах бездержавності відзначати щороку 29 квітня Свято Українського моря.

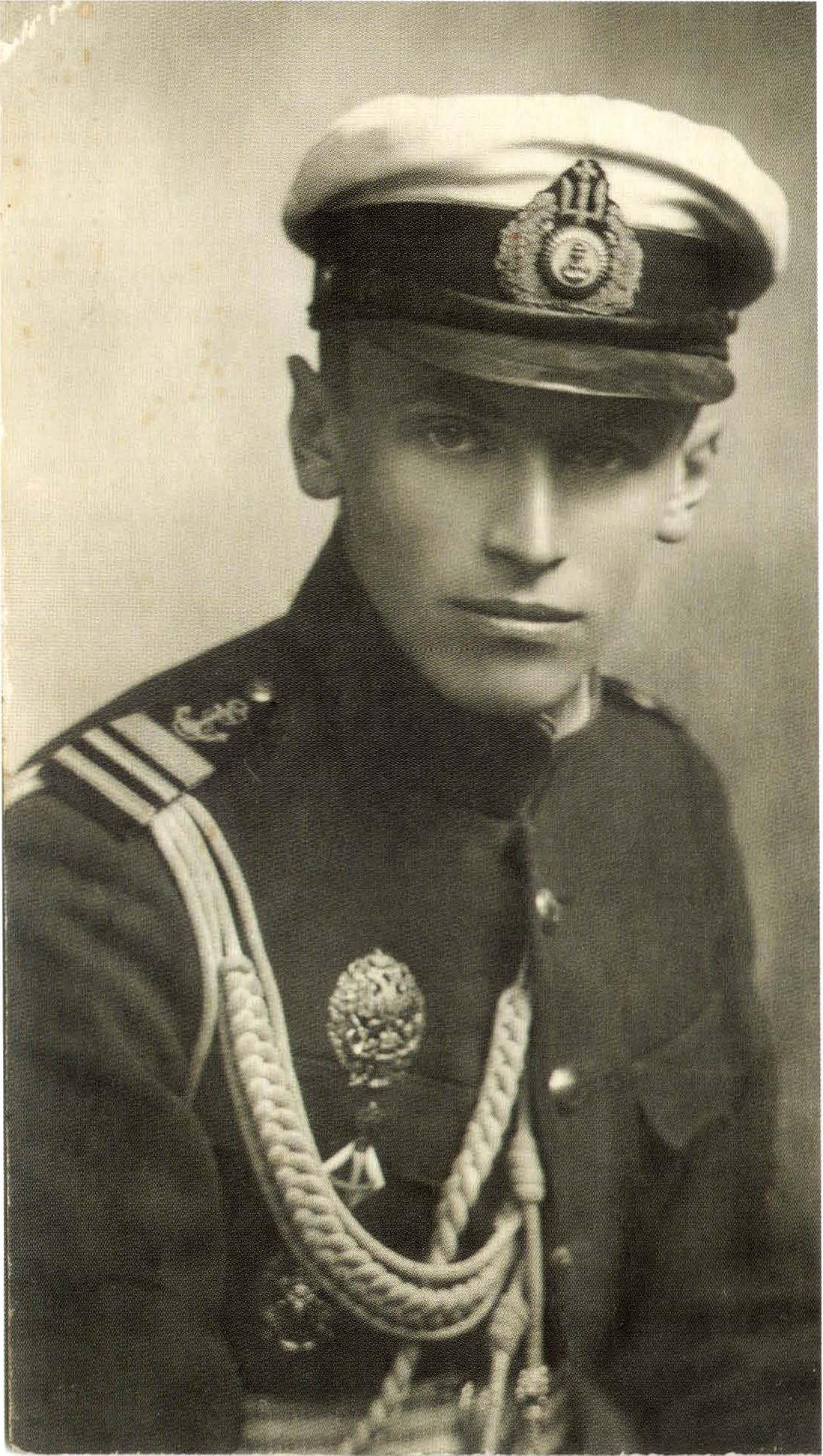
Ініціатор Свята Українського моря C.Шрамченко

З нагоди свята українські товариства — Український допомоговий комітет (УДК), «Просвіта», студентське товариство «Сян», осередок «Ars Militans» при Українській Академічній Громаді —
влаштовували урочисті академії, святкові концерти, інсценізації історичних подій, як наприклад, 21 травня 1936 року в «Театрі Ріжнородностей» у Львові, 29 травня 1937 року в Празі, 5 травня 1940 року у Кракові на вул. Лоретанській, 18 у залі будинку, де розташовувалася канцелярія УДК.
До 29 квітня українська преса постійно на своїх шпальтах розміщувала матеріали з військово-морської та історичної тематики.
Після Другої світової війни святкування Дня Українського моря відновили в діаспорі. Уже 3 травня 1953 року Організація Демократичної Української Молоді
у Філадельфії (США) влаштувала урочистості на честь Свята Українського моря, на якому були присутні капітан-лейтенант С.Шрамченко, представники Українського Конгресового Комітету, Злученого Українського Американського Допомогового Комітету, Об'єднання колишніх вояків-українців Америки та ін.

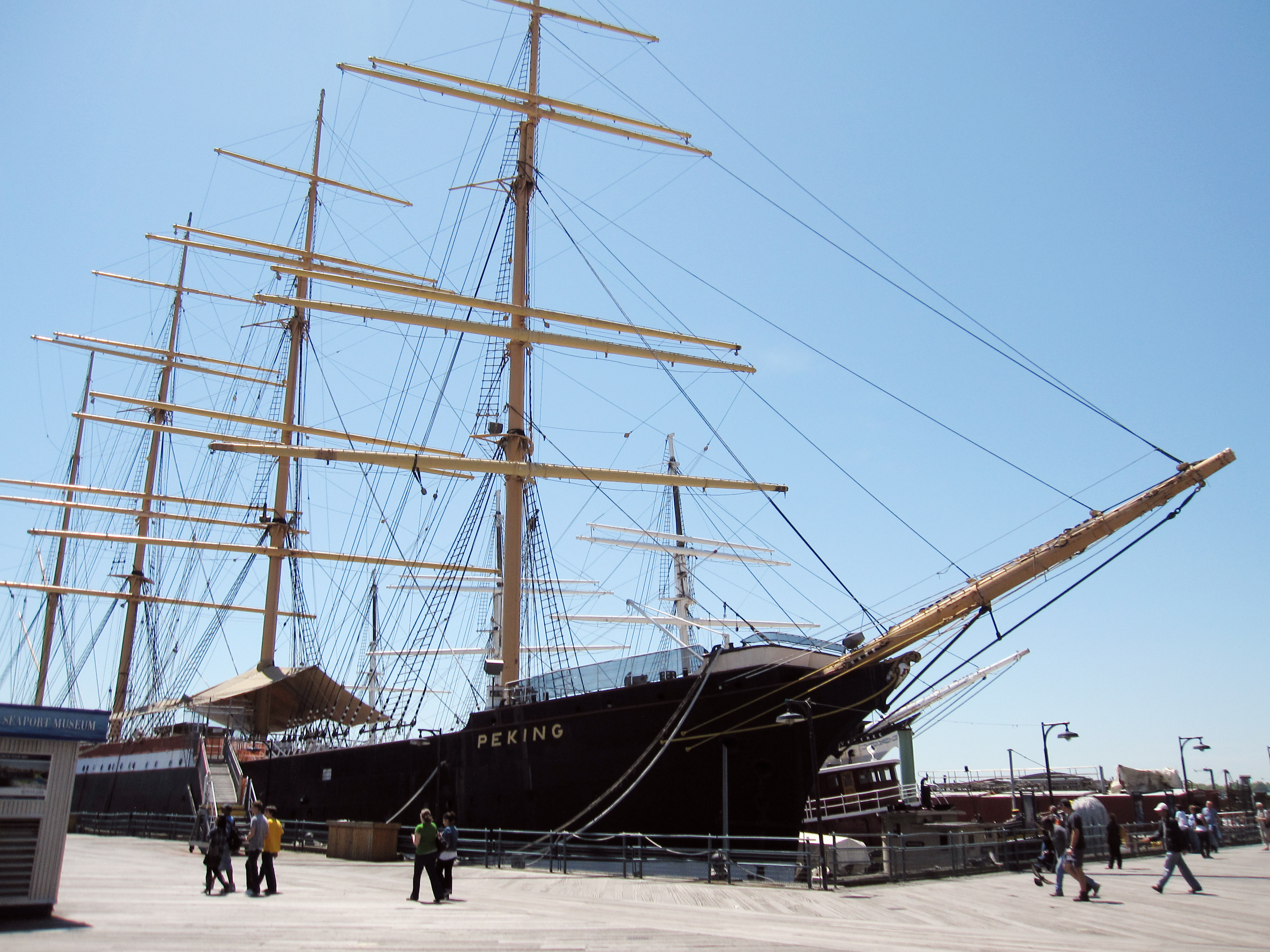
Історичний вітрильник «Peking», на борту якого відбулася історична реконструкція подій 1918 року

29 квітня 1959 року організація «Легіон ім. Симона Петлюри» відзначила свято в Аргентині.
29 квітня 1978 року у Нью-Йорку відзначили 60-ту річницю піднесення українських прапорів на Чорноморському флоті. На борту історичного вітрильника «Peking» відбулася історична реконструкція подій 1918 року: корабель символічно перейменували на «Святий Юрій Побідоносець» і передали до складу Чорноморського флоту УНР. Під час святкування урочисто посвятили пластові морські прапори.
На відзначення Свята Українського моря також випускали марки, листівки та інші витвори мистецтва. Так, 29 квітня 1951 року Підпільна Пошта України випустила пам'ятний блок «Вітай Чорне море!» із зображенням прапорів українського флоту, підготовлених Любомиром Рихтицьким. У 1953 і 1955 роках вийшли ще дві пам'ятні серії з нагоди ювілеїв українського флоту. 1958 року до свята поет П.Колісник і композитор Н.Фоменко написали «Пісню про Чорне Море».
|                          |                           |                                         |                                     |
| Прапор військового флоту | Прапор морського міністра | Прапор командувача Чорноморським флотом | Прапор генерального консула України |